# Mapou Yanga-Mbiwa
Mapou Yanga-Mbiwa   (Bangui, 15 de maig de 1989) és un futbolista professional que juga pel club de la Ligue 1 l'Olympique de Lió, i per la Selecció de futbol de França de central.